# ナーター駅
ナーター駅（ナーターえき、タイ語:สถานีรถไฟนาทา ）は、タイ王国東北部ノーンカーイ県ムアンノーンカーイ郡にある、タイ国有鉄道東北線・北線の駅である。

## 概要
ノーンカーイ県の県庁所在地であり人口約14万8千人が暮らすムアンノーンカーイ郡に位置し、駅の正面側は北東向きである。
クルンテープ駅（バンコク）より617.84km地点に位置し、急行列車利用で12時間程度である。三等駅であり1日に8本（4往復）の列車が発着しその内訳は急行2往復、快速1往復、普通1往復である。バンコク方面の次駅はウドーンターニー駅であるが、かつてはその間に複数の駅が存在した。

## 歴史
タイ最初の官営鉄道であるクルンテープ駅 - アユタヤ駅間が1897年3月26日に開業した。その後の1900年12月21日に当初計画のナコンラチャシーマ駅（当時の名称はコラート駅）まで完成すると、北本線、南本線の工事が始まりしばらく東北線北線の動きはなかった。55年後の1955年9月13日に当駅延伸開業した。開業時の駅名はノーンカーイ駅であり、当初は終着駅（始発駅）であった。3年後の1958年7月31日に旧ノーンカーイ駅（後にタラットノーンカーイ駅に駅名変更、その後廃止）まで延伸開業された事により、ナーター駅に駅名を変更、途中駅となった。
- 1955年9月13日：ウドーンターニー駅 - 当駅間開通に伴いノーンカーイ駅として開業。
- 1958年7月31日：旧ノーンカーイ駅まで延伸され、途中駅となる。同時にナーター駅へ改称。

## 駅構造
単式及び島式1面の複合型ホーム2面2線をもつ地上駅であり、駅舎はホームに面している。
ラオス中国鉄道がヴィエンチャン南駅から延伸された際には、コンテナ等の貨物の積み替え設備を設置する計画がある。